# Sandu
Sandu (en chino, 三都; pinyin, Sāndū) es un condado autónomo bajo la administración directa de la Prefectura Qiannan en la Provincia de Guizhou, República Popular China. Su área es de 2376 km² y su población total para 2010 superó los 280 mil habitantes.

## Administración
Desde julio de 2020, el  condado Sandu se divide en 8 pueblos que se administran en 2 subdistritos y 6   poblados.

## Toponimia e historia
Sandu hace referencia a que en ese lugar confluyen tres (三 San 'tres') ríos; Tianhe, Dajian y Machang, dando lugar al río Du (都江 Dujiang). Dujiang aparece como topónimo durante la dinastía Qing (1731). En 1734 se estableció la prefectura de Sanjiaotun (三脚屯州) que más tarde se llamó Sanhe (三合) "las tres confluencias". En junio de 1941, Sanhe y Dujiang se fusionaron y pasaron a llamarse Sandu.
Como las otras regiones autónomas, se caracteriza por estar asociada a un grupo étnico minoritario, en este caso, los shui. El 63% de los shui en China viven en este condado, que es el corazón del pueblo Shui. La región recibió la condición de  "autónomo" cuando se estableción el "condado autónomo shui de Sandu" el 2 de enero de 1957.